# Свист Ольга Михайлівна
О́льга Миха́йлівна Сви́ст (1987, м. Шепетівка) — український лікар-педіатр, заслужений лікар України.

## Життєпис
Ольга Передрійчук народилась 1987 року в Шепетівці, Хмельницької області. Відвідувала загальноосвітню школу № 3.
2010 року закінчила Вінницький національний медичний університет ім. М. І. Пірогова.
У 2012—2015 роки — інтернатура, ординатура та спеціалізація у Національній медичній академії післядипломної освіти ім. П. Л. Шупика.
З грудня 2017 року працювала у Дитячому медичному центрі «Добробут» (м. Київ) за спеціальністю лікар-педіатр, дитячий імунолог, інфекціоніст.
26 лютого 2022 разом з чоловіком, Андрієм Свистом, поїхала з Ірпеня до розташованої в м. Буча Ірпінської центральної міської лікарні консультувати хлопця зі складними пораненнями. Планували наступного дня повернутися додому в Ірпінь, оскільки з понеділка їх очікували добові чергування за основними місцями праці. Але наступного дня почалися артобстріли та авіанальоти, до лікарні почали надходити діти й дорослі з тяжкими пораненнями, і подружжя вирішило залишитися. 7 березня Бучу окуповано, але робота лікарів не припинялася попри обстріли, відсутність води і світла. Ольга Свист працювала у приймальному відділені, визначала тяжкість уражень, лікувала дітей після операцій, працювала з волонтерами, формувала перелік необхідних медикаментів тощо..
10 березня двома автобусами евакуювали дітей і поранених до Києва й розмістили в медзакладах. Ольга повернулася до роботи вже на Хмельниччині, невдовзі була мобілізована до лав ЗСУ. У ЗСУ Ольга Свист змінила спеціалізацію на реабілітолога і допомагає відновити фізичне здоров'я та повертає до життя оборонців.

## Нагороди
- Заслужений лікар України (17 червня 2022) — за значний особистий внесок у розвиток вітчизняної системи охорони здоров'я, надання кваліфікованої медичної допомоги та рятування життя людей в умовах воєнного стану, сумлінне виконання професійного обов'язку [5].
- Відзнака Президента України «Національна легенда України» (20 серпня 2022) — за визначні особисті заслуги у становленні незалежної України і зміцненні її державності, захисті Вітчизни та служінні Українському народові, вагомий внесок у розвиток національної освіти, мистецтва, спорту, охорони здоров'я, а також багаторічну плідну громадську діяльність[6][7].